# Air (film)
Air är en amerikansk biografisk film från 2023 med svensk biopremiär den 5 april 2023. Filmen är regisserad av Ben Affleck. För manus har Alex Convery svarat. Filmen är baserad på verkliga händelser.

## Handling
Filmen kretsar kring historien om skoförsäljaren Sonny Vaccaro (Matt Damon) och hur han ledde Nike i jakten efter att få en av sportvärldens största profiler, Michael Jordan att göra reklam för deras skor.

## Rollista (i urval)
- Matt Damon - Sonny Vaccaro
- Ben Affleck - Phil Knight
- Jason Bateman - Rob Strasser
- Marlon Wayans - George Raveling
- Chris Messina - David Falk
- Chris Tucker - Howard White
- Viola Davis - Deloris Jordan
- Joel Gretsch - John O’Neil
- Gustaf Skarsgård - Horst Dassler
- Barbara Sukowa - Kathy Dassler